# Russische Baureihe Ѵ
Die Dampflokomotiven der russischen Baureihe Ѵ [ˈiʒɪt͡sa] sind eine Serie von Güterzugdampflokomotiven der Achsfolge D. Sie wurden in der Zeit von 1908 bis 1918 und von 1927 bis 1931 in insgesamt mehr als 104 Exemplaren ausgeliefert.

## Geschichte
1905 bis 1907 war das Güterverkehrsaufkommen auf der Strecke Moskau–Rjasan der Moskau-Kasaner Eisenbahn weiter angestiegen. Deshalb mussten die dort eingesetzten D-n2v-Lokomotiven der Baureihe Ан (An) (ab 1912: Чн (Tschn) durch leistungsfähigere Maschinen ersetzt werden. Weil die an die Staatsbahnen gelieferten 1'D-Lokomotiven der Baureihe Щ (Schtsch) nicht sehr wirtschaftlich waren und bei den damaligen Geschwindigkeiten im Güterzugdienst keine Laufachsen benötigt wurden, war vom Leiter des Maschinendienstes der Moskau–Kasaner-Eisenbahn, E. E. Noltein, eine D-h2-Güterzuglokomotive mit 16,1 t Achslast entwickelt worden. Sie erhielt ein Zweizylindertriebwerk mit einfacher Dampfdehnung und einen Überhitzer. Der Auftrag zur Herstellung von 20 dieser Lokomotiven wurde an die Lokomotivfabrik Kolomna erteilt, die auch die Konstruktionszeichnungen anfertigte. Im März 1908 verließ die erste Lokomotive die Werkshallen von Kolomna und bis 1909 waren alle zwanzig Lokomotiven, die von Kolomna die Werksbezeichnung 107 erhalten hatten, geliefert. Sie wurden als Baureihe Ап (Ap) mit den Nummern 501 bis 520 eingereiht. Bei der Einführung der einheitlichen Baureihenbezeichnungen 1912 erhielten sie die Bezeichnung Ѵ (Ischiza) bei Beibehaltung der Nummern. In die letzte Lokomotive der ersten Serie, Ап-520 (ab 1912: Ѵ-520), wurden erstmals Zylinder eingebaut, die nach dem Prinzip der Gleichstromdampfmaschine Bauart Stumpf mit Ventilsteuerung arbeiteten. Diese Bauart erreichte eine geringfügige Dampfersparnis bei kleiner Zylinderfüllung, allerdings stieg bei großen Zylinderfüllungen der Dampfverbrauch an. Um das Betriebswerk von Reparaturen an nicht standardgemäßen Lokomotivbauteilen zu entlasten, wurden die Gleichstromzylinder nach zwei Einsatzjahren durch normale Zylinder ersetzt.
Sie erhielten sogenannte Noltein-Deichseln, um die durch den kurzen Radstand und die überhängenden Massen entstehenden Schlingerbewegungen und das „Galoppieren“ der Lokomotiven zu reduzieren. Die Noltein-Deichseln verbanden das Untergestell der Lokomotive elastisch mit dem Tender und vergrößerten so den geführten Radstand. Ähnliche „Deichseln“ waren von 1880 bis 1890 an den C-Kupplern mit einem kurzen Radstand verwendet worden. Der vordere Radsatz der Lokomotiven war mit einer gefederten Rückstellvorrichtung ausgerüstet und konnte sich zu jeder Seite um 12 mm bewegen. Die Lokomotiven erhielten Blechrahmen mit einer Dicke von 33 mm. Die Kesselmitte lag mit 2860 mm über Schienenoberkante relativ hoch. Die Treibstangen arbeiteten auf die dritte Kuppelachse. Die Kessel der Lokomotiven hatten 147 Heizrohre (Durchmesser 46/51 mm), 21 Rauchrohre (125/133 mm), eine Heizfläche von 163,4 m² und eine Überhitzerfläche von 40,3 m². Die Lokomotiven verfügten über Injektoren der Bauart Friedmann, Geschwindigkeitsmesser der Bauart Haushaltera und Bremsen der Bauart New York.

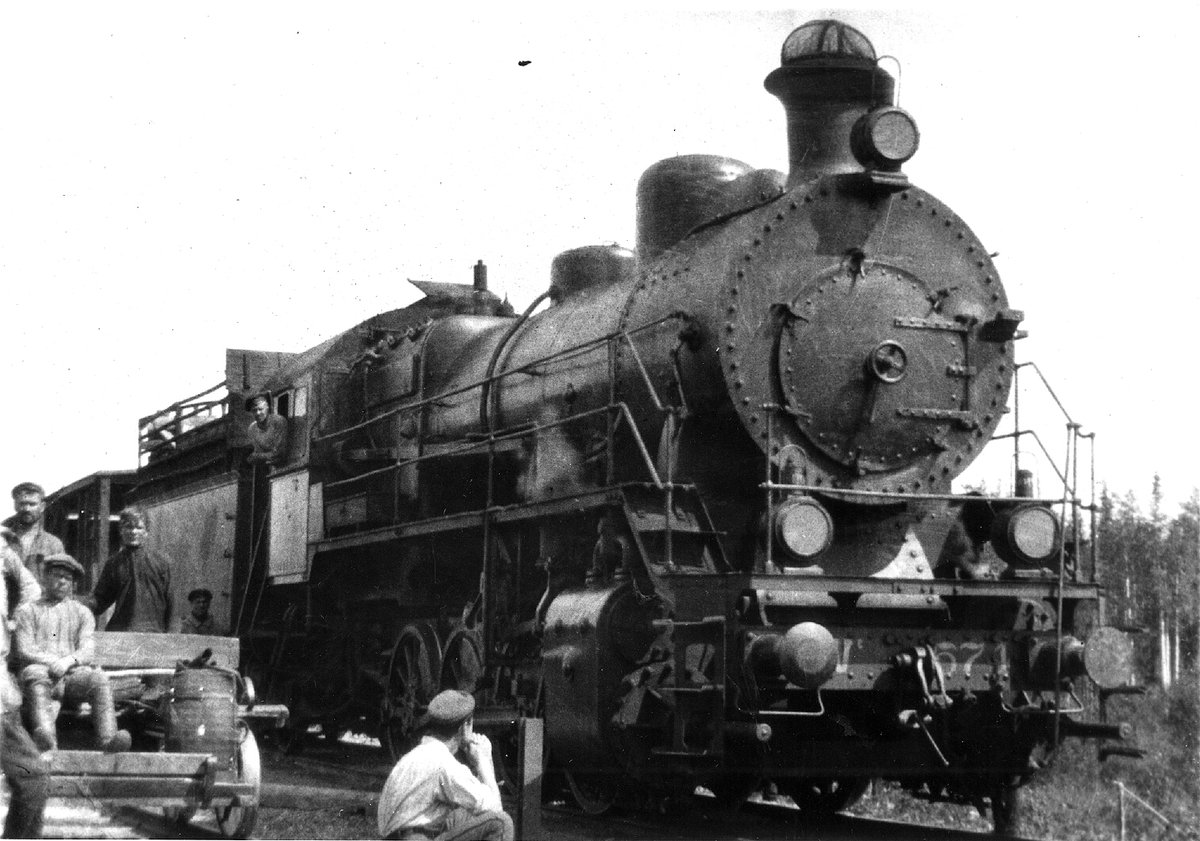
Ѵ^{c}-571 (Y^{s}-571) der Moskau-Kasaner Eisenbahn (1925)

1914 wurden weitere 16 Lokomotiven von Kolomna als Werktype 114 (Ѵ-521 bis Ѵ-536) und 1917 und 1918 20 Lokomotiven von Brjansk (Ѵ-537 bis Ѵ-556) für die Moskau-Kasaner Bahn gebaut, bei denen geringe konstruktive Veränderungen vorgenommen worden waren, u. a. erhielten sie einen vierachsigen statt dreiachsigen Tender, größere Kessel und Bremsen der Bauart Westinghouse. Später wurden sie allerdings nicht mehr in umfangreichem Maße eingesetzt, da bereits leistungsstärkere Fünfkuppler der Baureihe Э (E) bereitstanden. Die Lokomotiven der Baureihe Ѵ wurden bis 1930 auf der Moskau-Rjasaner Bahn für Güterzüge, danach nur noch auf Nebenstrecken und im Rangierdienst eingesetzt.
Die Lokomotive Ѵ-544 wurde 1920 nach einem Entwurf des Höchsten Technischen Komitees des sowjetischen Volkskommissariats für Transportwesen (NKPS) mit Kohlenstaubfeuerung ausgerüstet. Auf dem Tender befand sich ein Staubbunker, der den in stationären Anlagen aufbereiteten Kohlenstaub aufnahm. Von dort aus wurde der Kohlenstaub mit Druckluft zur Verbrennung geleitet.
1914, kurz vor Beginn des Ersten Weltkriegs, bestellte die Warschau-Wiener Eisenbahn neue Vierkuppler beim Werk Sormowo, um die vorhandenen Normalspurlokomotiven, u. a. der Baureihe Чвпк (Tschwpk) von Kolomna, zu ergänzen. Aufgrund der Dringlichkeit dieses Auftrags verwendete Sormowo für die auf Grundlage der Baureihe Ѵ entstandenen Maschinen viele vorhandene Bauteile, unter anderem Kesselbauteile der dort hergestellten 1'C1-Reisezuglokomotive der Baureihe С (S). Sie waren leistungsstärker als die ursprüngliche Baureihe Ѵ und insgesamt wurden 27 Lokomotiven hergestellt, die als Baureihe Чвпс (Tschwps, Vierkuppler der Warschau-Wiener Eisenbahn mit Überhitzer, von Sormowo) mit den Nummern 601 bis 627 eingereiht wurden.
Zwei Lokomotiven (607 und 609) wurden beim deutschen Angriff schwer beschädigt und blieben im Depot Łazy. Die übrigen 25 Lokomotiven wurden nach dem russischen Rückzug aus Polen auf Breitspur umgebaut und vorwiegend bei der Moskau-Kasaner Bahn eingesetzt. Da sie auf Grundlage der Baureihe Ѵ entstanden waren, wurden sie 1923 von der Abteilung Maschinendienst des NKPS in Ѵc (Ischizas, Ischiza von Sormowo) mit den Nummern 557 bis 581 umgezeichnet.
Obwohl im Friedensvertrag von Riga 1921 vorgesehen war, dass alle Loks der Warschau-Wiener Eisenbahn an Polen gehen sollten, wurde nur eine der beiden 1914 in Łazy verbliebenen Loks an die polnischen Behörden übergeben und von den Polnischen Staatsbahnen (PKP) als Tp110-1 eingereiht, der Tender erhielt die Bezeichnung 23D1. Sie war im Ersten Weltkrieg von den Deutschen erbeutet und wieder in Betrieb genommen worden. Angeblich wurde sie 1928 an die Industrie verkauft, nach anderen Quellen war sie 1931 noch im Einsatz und wurde vor 1936 ausgemustert.
1927 baute Brjansk im Auftrag des Obersten Rates für Kohlenbergwerke und Industriebetriebe 20 D-h2-Lokomotiven auf Grundlage der Baureihe Ѵ. Im Zusammenhang mit der Erhöhung des Kesseldrucks auf 13 bar wurden der Kessel verstärkt und ein Stehkessel mit flacher Decke eingebaut. Weitere Lokomotiven lieferte Brjansk an Industrieanschlussbahnen, teilweise ohne Überhitzer. Insgesamt wurden von 1927 bis 1931 ca. 22 bis 57 Lokomotiven der Baureihe ѴБ (IschizaB) mit Überhitzer und Nummern zwischen 400 und 437 (evtl. mit Lücken) sowie von 457 bis 476 (durchgehend) und von 1928 bis 1929 weniger als 27 Lokomotiven der Baureihe Ѵн (Ischizan) ohne Überhitzer mit Nummern zwischen 4400 und 4426 gebaut.
1940 wurden von den Sowjetischen Eisenbahnen (SŽD) noch alle 81 Lokomotiven der Baureihen Ѵ und Ѵс eingesetzt, davon 48 auf der Strecke nach Leningrad, 13 nach Pensa und 20 nach Kasan. In den 1950er Jahren wurden sie von den nun dem Eisenbahnministerium (MPS), dem Nachfolger des NKPS, unterstellten SŽD vor allem auf der Strecke Tscherusti – Kriwandino – Radowizy eingesetzt, die meisten jedoch von 1950 bis 1957 ausgemustert.
Bei den Eisenbahnen des Russischen Kaiserreiches galten die Lokomotiven der Baureihe Ѵс als die stärksten Maschinen mit der Achsfolge D.